# 山内忠直
山内 忠直（やまうち ただなお）は、土佐土佐中村藩の（再興後の）初代藩主。

## 生涯
慶長18年（1613年）9月11日、土佐藩第2代藩主・山内忠義の次男として高知城で生まれる。明暦2年（1656年）、父が病により長兄の忠豊に家督を譲って隠居したとき、3万石を分与されて断絶していた中村藩を再興した。寛文7年（1667年）6月9日に死去した。享年55。跡を長男の豊定が継いだ。